# Dicranophragma microspila
Dicranophragma microspila là một loài ruồi trong họ Limoniidae. Chúng phân bố ở miền Cổ bắc.